# Pseudotinea
Pseudotinea is een geslacht van vlinders uit de familie van de prachtvlinders (Riodinidae), onderfamilie Riodininae.
Pseudotinea werd in 2003 voor het eerst wetenschappelijk beschreven door Hall & Callaghan.

## Soorten
Pseudotinea omvat de volgende soorten:
- Pseudotinea caprina (Hewitson, 1859)
- Pseudotinea eiselei Callaghan & J. Hall, 2003
- Pseudotinea gagarini Callaghan & J. Hall, 2003
- Pseudotinea hemis (Schaus, 1927)
- Pseudotinea volcanicus (Callaghan & Salazar, 1997)